# Рача (Бајина Башта)
Рача је насеље у Србији у општини Бајина Башта у Златиборском округу. Према попису из 2022. било је 509 становника. Атар села Раче чини цео слив реке Раче.
На подручју Раче налази се манастир Рача, задужбина краља Драгутина. Садашњу цркву подигао 1795. године архимандрит Хаџи Мелентије Стевановић.

## О селу
Село се налази на врху потока, који десно и лево падају у реку са Соколине, Соколарице, Црњуше, Борање са леве стране Борова, Жлијепца и Главице са десне стране. Налази се на 573 метара надморске висине и доста је разуђено.
Манастир Рача се налази на обронцима Таре, месту где река Рача излази из кањона, на 6 km западно од Бајине Баште. Манастир је био од великог значаја за насељавање села. Калуђери и свештеници из разних крајева тражили су склоништа у овом манастиру. Због тога су и своју ближу и даљу родбину досељавали недалеко од манастира како би били у близини. Из тог разлога село се ширило и насељавало. Рача је због манастира често пљачкана и расељавана. Сваки турски поход на манастир, стављао је цело село у покрет. Године 1813, у једном од турских похода, манастир је напао Мемиш-ага из Сребрнице. Упадом у манастир заклао је два калуђера, а манастир је након овог напада остао потпуно опустошен и уништен. Рачани су побегли из села на више страна по Подрињу и спустили се дубоко низ Дрину и у преко савске крајеве. Рача данас нема старијих родова од 200 година.

## Демографија
У насељу Рача живи 549 пунолетних становника, а просечна старост становништва износи 41,1 година (37,4 код мушкараца и 44,9 код жена). У насељу има 219 домаћинстава, а просечан број чланова по домаћинству је 3,07.
Најстарији досељеници села били су Бучовићи. Доселили су се из Мокре Горе. Када се један од њих покалуђерио са собом је превео два брата. Населили су се на старом насељу у Борањи. Породица је дуги низ година имала традицију калуђера и свештеника, који су се касније иселили из овог места. Уз њих су дошли од Братоножића поп Вучета и Глигорије Живановићи и испод њих се населили на Борањи. Одувек су били свештенички род, који је и другим местима давао свештенике. Данас носе презимена: Средојевићи, Живановићи, Пантелићи, Јеремићи и Митровићи. Рачани се данас углавном баве пољопривредом, већина домаћинства узгаја малине.
Ово насеље је великим делом насељено Србима (према попису из 2002. године), а у последња три пописа, примећен је пад у броју становника.
|  |

| Демографија | Демографија | Демографија |
| Година      | Становника  | Становника  |
| ----------- | ----------- | ----------- |
| 1948.       | 986         |             |
| 1953.       | 902         |             |
| 1961.       | 836         |             |
| 1971.       | 786         |             |
| 1981.       | 800         |             |
| 1991.       | 765         | 750         |
| 2002.       | 672         | 706         |
| 2011.       | 594         |             |

| Етнички састав према попису из 2002.‍ | Етнички састав према попису из 2002.‍ | Етнички састав према попису из 2002.‍ | Етнички састав према попису из 2002.‍ | Етнички састав према попису из 2002.‍ |
| ------------------------------------ | ------------------------------------ | ------------------------------------ | ------------------------------------ | ------------------------------------ |
|                                      |                                      |                                      |                                      |                                      |
| Срби                                 | Срби                                 |                                      | 668                                  | 99,40%                               |
| Југословени                          | Југословени                          |                                      | 2                                    | 0,29%                                |
| непознато                            | непознато                            |                                      | 0                                    | 0,0%                                 |

| Година пописа     | 1948. | 1953. | 1961. | 1971. | 1981. | 1991. | 2002. |
| ----------------- | ----- | ----- | ----- | ----- | ----- | ----- | ----- |
| Број домаћинстава | 185   | 183   | 181   | 181   | 195   | 214   | 219   |

| Број чланова      | 1  | 2  | 3  | 4  | 5  | 6  | 7 | 8 | 9 | 10 и више | Просек |
| ----------------- | -- | -- | -- | -- | -- | -- | - | - | - | --------- | ------ |
| Број домаћинстава | 47 | 46 | 36 | 49 | 22 | 15 | 3 | 1 | 0 | 0         | 3,07   |

| Пол    | Укупно | Неожењен/Неудата | Ожењен/Удата | Удовац/Удовица | Разведен/Разведена | Непознато |
| ------ | ------ | ---------------- | ------------ | -------------- | ------------------ | --------- |
| Мушки  | 279    | 90               | 167          | 11             | 7                  | 4         |
| Женски | 292    | 42               | 168          | 72             | 10                 | 0         |
| УКУПНО | 571    | 132              | 335          | 83             | 17                 | 4         |

| Пол    | Укупно                    | Пољопривреда, лов и шумарство | Рибарство                            | Вађење руде и камена | Прерађивачка индустрија       |
| ------ | ------------------------- | ----------------------------- | ------------------------------------ | -------------------- | ----------------------------- |
| Мушки  | 166                       | 39                            | 0                                    | 0                    | 61                            |
| Женски | 94                        | 38                            | 0                                    | 0                    | 23                            |
| УКУПНО | 260                       | 77                            | 0                                    | 0                    | 84                            |
| Пол    | Производња и снабдевање   | Грађевинарство                | Трговина                             | Хотели и ресторани   | Саобраћај, складиштење и везе |
| Мушки  | 7                         | 19                            | 7                                    | 4                    | 9                             |
| Женски | 2                         | 2                             | 6                                    | 4                    | 0                             |
| УКУПНО | 9                         | 21                            | 13                                   | 8                    | 9                             |
| Пол    | Финансијско посредовање   | Некретнине                    | Државна управа и одбрана             | Образовање           | Здравствени и социјални рад   |
| Мушки  | 0                         | 0                             | 6                                    | 2                    | 1                             |
| Женски | 0                         | 2                             | 2                                    | 7                    | 5                             |
| УКУПНО | 0                         | 2                             | 8                                    | 9                    | 6                             |
| Пол    | Остале услужне активности | Приватна домаћинства          | Екстериторијалне организације и тела | Непознато            | Непознато                     |
| Мушки  | 6                         | 0                             | 0                                    | 5                    | 5                             |
| Женски | 3                         | 0                             | 0                                    | 0                    | 0                             |
| УКУПНО | 9                         | 0                             | 0                                    | 5                    | 5                             |